# El Sant Crist vell de Sort
El Sant Crist vell de Sort era la Capella del cementiri vell de la vila de Sort, dins de l'antic terme municipal primigeni, a la comarca del Pallars Sobirà.
Estava situada en el fossar vell, al costat nord-est de l'església parroquial de Sant Feliu.
En l'actualitat és en ruïnes.